# ヘンリー (第3代ランカスター伯)
第3代ランカスター伯爵ヘンリー（英語: Henry, 3rd Earl of Lancaster、1281年頃 - 1345年9月22日）は、イングランドの貴族。

## 経歴
1281年頃、イングランド王ヘンリー3世の次男である初代ランカスター伯・初代レスター伯エドマンドとその妻ブランシュ（フランス王ルイ9世の弟アルトワ伯ロベール1世の娘）の間の次男として生まれる。兄に第2代ランカスター伯を継承したトマスがいる。
兄の第2代ランカスター伯トマスは1322年3月16日のバラブリッジの戦いの敗北で処刑された。爵位と所領も没収された。
しかし1324年にはヘンリーに第3代レスター伯位の継承が認められた。さらにエドワード3世即位後の1327年には第3代ランカスター伯位の継承も認められた。1329年までには兄が所有していた所領をほぼ回復させた。
1327年にエドワード3世が即位した際に議会は彼を国王警護役に指名したが、当時の実権は母イザベラとその愛人ロジャー・モーティマーが握っていた。モーティマーの急速な昇進に不満を抱いたランカスター伯は、イザベラやモーティマーら宮廷派と対立していた。
1345年9月22日にレスターで死去した。

## 家族
1297年にモード・チャワースと結婚した。彼女との間に以下の1男6女を儲けた。
- 長女ブランシュ（英語版）（1305年頃 - 1380年頃） - 第2代リデルのウォーク男爵（英語版）トマス・ウォーク（英語版）と結婚
- 長男ヘンリー・オブ・グロスモント（1310年頃 - 1361年） - 第4代ランカスター伯を継承。初代ランカスター公に叙される。
- 次女モード（1310年頃 - 1377年） - 第3代アルスター伯爵ウィリアム・ドン・ド・バラと結婚
- 三女ジョーン（英語版）（1312年頃 - 1349年） - 第3代モウブレー男爵ジョン・ド・モウブレー（英語版）と結婚
- 四女イザベラ（1317年頃 - 1347年以降） - エイムズベリー女子修道院長
- 五女エレノア（1318年 - 1372年） - 第2代ボーモント男爵（英語版）ジョン・ド・ボーモント（英語版）、ついで第10代アランデル伯爵リチャード・フィッツアランと結婚
- 六女メアリー（英語版）（1320年 - 1362年） - 第3代パーシー男爵ヘンリー・ド・パーシー（英語版）と結婚。初代ノーサンバランド伯ヘンリー・パーシーの母。

## 紋章
伯爵位の継承以前に、ヘンリーはヘンリー3世の紋章に青色のベンドでディファレンシングされた（本家との区別がなされた）紋章を継承した。
爵位の回復にあたり、ディファレンス（区別のためのチャージ）を3つのフランスラベル（3つのラベルそれぞれに3つのフルール・ド・リスがチャージされたもの）に変えた。

爵位継承前のシールド
レスター伯・ランカスター伯としてのシールド